# بونداري (تامبوف)
بونداري (بالروسية: Бондари) هي مدينة في مقاطعة تامبوف أوبلاست في روسيا.